# Mónica Cragnolini
Mónica B. Cragnolini (Buenos Aires, 13 de noviembre de 1958) es una filósofa argentina, profesora en la Universidad de Buenos Aires (UBA) e Investigadora en el Consejo Nacional de Investigaciones Científicas y Técnicas (CONICET).

## Biografía
Mónica B. Cragnolini estudió en la Universidad de Buenos Aires, en la que se recibió como Profesora de Enseñanza Secundaria, Normal y Especial en Filosofía (1982), Licenciada en Filosofía (1983) con una tesis sobre “Dionysos en la filosofía de Nietzsche”, y de  Doctora en Filosofía (1993), con una tesis sobre Nietzsche con el título “Pensamiento, acción y lenguaje en el postnihilismo”.
Se desempeñó como docente de Filosofía y Psicología en el área de educación secundaria, y en 1982 ingresó como docente de las materias Introducción a la Filosofía y Metafísica en la Facultad de Filosofía y Letras de la Universidad de Buenos Aires, dictando actualmente como Profesora Titular en dicha Facultad las materias Metafísica, Problemas especiales de Metafísica y Filosofía de la animalidad.
Ha sido directora del Departamento de Filosofía (2011-2013) y desde 2008 es Directora de la Maestría en Estudios Interdisciplinarios de la Subjetividad en la Facultad de Filosofía y Letras de la Universidad de Buenos Aires, Maestría a cuya creación contribuyó  junto a  un grupo de colegas.
Ha sido miembro de la Comisión de Doctorado de dicha Facultad de 2000 a 2012  y desde 2016 a 2019 de la Comisión de Doctorado del Departamento de Humanidades y Artes de la Universidad Nacional de Lanús.
Es o ha sido miembro del Comité Científico o editorial de las siguientes revistas: Mutatis Mutandi- Revista internacional de Filosofía, Chile, Estudios Nietzsche, España, Perspectivas Metodológicas, Universidad de Lanús, Cuadernos de Etica, Buenos Aires, Espacios de crítica y producción, UBA, El taco en la brea, Sta Fe, entre otras
Dedicada a los estudios nietzscheanos y postnietzscheanos, creó junto a un grupo de estudiantes de la carrera de Filosofía de la UBA en 1992 la revista Perspectivas Nietzscheanas que en el año 2000 cambió su nombre a Instantes y azares. Escrituras nietzscheanas. Perspectivas nietzscheanas fue  la primera revista argentina  (y latinoamericana) abocada enteramente al pensamiento de Nietzsche.
Se preocupó por la difusión del pensamiento nietzscheano y posnietzscheano en Argentina, organizando desde 1994 las Jornadas internacionales Nietzsche, que a partir de 2006 se transformaron en Jornadas Nietzsche-Derrida. Dichas Jornadas lograron en cada ocasión reunir a especialistas en ambos autores de distintas partes del mundo y del país, y convocar a centenas de asistentes. Se ocupó asimismo de la presencia del pensamiento de Nietzsche en Argentina, dedicando en grupos de investigación desde el año 2000 un trabajo minucioso en archivos de revistas y en bibliotecas. Resultados de esas investigaciones se encuentran en los Dossiers sobre la recepción de Nietzsche en Argentina, en Instantes y azares. Escrituras nietzscheanas Nros 1 a 8. Es miembro de la SEDEN (Sociedad Española de Estudios Nietzscheanos) y de la Red Iberoamericana de Estudios Nietzscheanos.
Ingresó como investigadora al CONICET en 1997, y actualmente se desempeña como Investigadora principal, con el tema “La cuestión del alma animal: razones filosóficas de su "pérdida".
Ha sido profesora invitada para dictado de cursos y conferencias en universidades del exterior, entre ellas, en Brasil: UERJ (Universidade do estado do Rio de Janeiro), UNIOESTE, (Universidade Estadual do Oeste do Parana), UNI-RIO (Universidade do Rio de Janeiro), UNIFESP (Universidade Federal de São Paulo ), UFG (Universidad Federal de Goiás), UFS-PEL (Universidad federal de Pelotas), PUCRS ( Pontificia Universidad Católica de Río Grande del Sur), PUC-RIO (Pontificia Universidade Catolica do Rio de Janeiro), en Colombia: Universidad Nacional de Colombia, Universidad del Externado, Universidad de los Andes (Bogotá), Universidad Javeriana (Bogotá), Universidad Pontificia Bolivariana ( Medellín), en Chile: Universidad de Valparaíso , Universidad Diego Portales ( Santiago de Chile), en México: UNAM (Universidad Nacional Autónoma de México), Universidad de Xalapa (Veracruz), UACM (Universidad Autónoma de la Ciudad de México), UAEM (Universidad Autónoma del Estado de México, Toluca), Universidad Intercultural del Estado de México (San Felipe del Progreso), en Perú: PUCP (Universidad Católica de Perú), en Costa Rica: UNA (Universidad Nacional de Costa Rica) ,en España: Universidad de Sevilla, Universidad de Granada,UNED (Universidad Nacional de educación a Distancia), Universidad Complutense de Madrid, Universidad de Málaga.
Gracias a la R-CS-2210-03 sobre asignaturas optativas, creó la materia optativa Filosofía de la animalidad, que se dicta desde 2017 en la FFyL de la UBA, y representa un aporte fundamental a temáticas actuales, dada la inserción de la filosofía en las “disciplinas estratégicas” por parte del Ministerio de Educación en 2023. En este sentido, los textos de Cragnolini representan un marco teórico para el Derecho Animal, y así ha sido reconocido por el directorio del Colegio de Abogados de Santa Fe y la Defensoría del Pueblo de Santa Fe, la Vicegobernadora y Presidenta de la Cámara de Senadores de La Pcia de Santa Fe, Dra Alejandra Rodenas, y el Honorable Concejo Municipal de la Ciudad de Santa Fe de la Vera Cruz, en 2023. Sus aportes sobre el tema de la Animalidad son mencionados como argumentos relevantes en varias sentencias judiciales de nuestro país que tratan problemáticas de Derecho Animal.

## Libros como autora
- Razón imaginativa, identidad y ética en la obra de Paul Ricoeur, Buenos Aires, Editorial Almagesto, abril de 1993. ISBN 950-751-064
- Nietzsche: camino y demora, Buenos Aires, Editorial Universitaria de Buenos Aires- Facultad de Filosofía y Letras de la UBA, ISBN 950—29-0488-5, 19ed, 2.ª edición: 2003, Buenos Aires,  Ed.  Biblos. ISBN 950-786-383-4
- Moradas nietzscheanas. Del sí mismo, del otro y del entre, Buenos Aires, La Cebra, 2006,  ISBN-10: 987-22884-1-0, ISBN-13: 978-987-22884-1-9, 2.ª edición en La cebra, 2016. Edición mexicana: Moradas Nietzscheanas, Universlaad Autónoma Ciudad de México, México DF, 2009, ISBN 978-968-92-59-28-2
- Derrida, un pensador del resto, Buenos Aires, La Cebra, 2007, ISBN 978-987-22884-4-0, 2d edición La Cebra, nueva edición 2012.
- Extraños animales: filosofía y animalidad en el pensar contemporáneo, Buenos Aires, Prometeo, 2016, ISBN 9875747858
- ¿A quién le importan los animales'? Los estudios de la animalidad y las humanidades, Córdoba, Colección Costureras de La Sofía Cartonera, 2019
- Vivir de la sangre de otro: la violencia estructural en el tratamiento de humanos y animales, Colección Vera Cartonera, Universidad Nacional del Litoral, 2021, SBN: 978-987-692-271-5

## Libros como compiladora
- Vidas apropiadas y vidas extrañas. Animales y humanos en la trama de  la violencia estructural, Adrogué, La Cebra, 2023, ISBN 978-987-8956-12-1
- Comunidades (de los ) vivientes, Buenos Aires, La Cebra, 2018, ISBN 978-987-3621-48-2
- «Quién» o «qué». Los tránsitos del pensar actual hacia la comunidad de los vivientes, Adrogué, La Cebra, 2017, ISBN 978-987-3621-37-6
- Extraños modos de vida. Presencia nietzscheana en el debate en torno a la biopolítica, Adrogué, Ediciones La Cebra, 2014, ISBN 978-987-3621-11-6
- Entre Nietzsche y Derrida. Vida, muerte, sobrevida, Buenos Aires, La Cebra, 2013, ISBN 978-987-28096-9-0
- Extrañas comunidades. La impronta nietzscheana en el debate contemporáneo, Buenos Aires, La Cebra, 2009, ISBN 978-987-24770-4-2
- Por amor a Derrida, Buenos Aires, La cebra, 2008, ISBN 978-987-22884-6-4.
- Modos de lo extraño. Subjetividad y alteridad en el pensamiento postnietzscheano, Buenos Aires, Santiago Arcos, 2005, ISBN 987-1240-09-0.
- (con Ricardo Maliandi) La razón y el minotauro, Buenos Aires, Almagesto, 1998. ISBN 950-751-184-9.
- (con Gregorio Kaminsky) Nietzsche actual e inactual, Vol I, Buenos Aires, Oficina de Publicaciones del CBC, Universidad de Buenos Aires, 1996, ISBN 950-29-02228-9.
- (con Gregorio Kaminsky) Nietzsche actual e inactual, Vol II, Buenos Aires, Oficina de Publicaciones del CBC, Universidad de Buenos Aires, 1996. ISBN  950-29-265-3

## Premios
Premio Bernardo Houssay, otorgado por la Revista Latinoamericana de Filosofía por el trabajo de investigación “Nietzsche y el problema del lenguaje en la perspectiva de la música”, 1994”
Primer Premio Nacional de Cultura de la República Argentina en Ensayo filosófico en 2020 Premios Nacionales de Cultura República Argentina
Premio a la excelencia Académica, Rectorado de la Universidad de Buenos Aires, noviembre de 2022.

## Entrevistas
Entrevista de Vir Cano a Mónica B. Cragnolini en Mora, vol.27 no.1, junio de 2021
http://revistascientificas.filo.uba.ar/index.php/mora/article/view/11100
Entrevista  de Alejandra Varela a Mónica Cragnolini  sobre Extraños animales, en Revista Ñ, Clarín, 9/03/2017
https://www.clarin.com/revista-n/ideas/importa-vida-animales_0_HyDS5z72e.html
"¿Ha fracasado este proyecto humano?" Entrevista a Mónica Cragnolini por Mariana Percovich y Dolores Amat, Revista Bordes, Universidad de José C. Paz
https://revistabordes.unpaz.edu.ar/ha-fracasado-este-proyecto-humano/
Entrevista de Carla Rodrigues, "Mónica B. Cragnolini: Pensar, tremer, desconstruir", Revista Cult, São Paulo, , 11 de junio de 2015
https://revistacult.uol.com.br/home/pensar-tremer-desconstruir/
“De carne somos”, entrevista de  Magdalena de Santo, por el día del Veganismo, Página 12, noviembre de 2014
https://www.pagina12.com.ar/diario/suplementos/soy/1-3686-2014-10-31.html